# ニコラス・ヘイ (第2代エロル伯爵)
第2代エロル伯爵ニコラス・ヘイ（英語: Nicholas Hay, 2nd Earl of Erroll、15世紀 – 1470年）は、スコットランド貴族。

## 生涯
初代エロル伯爵ウィリアム・ヘイと妻ビアトリクス（Beatrix、旧姓ダグラス（Douglas）、1490年以降没、第7代ダグラス伯爵ジェームズ・ダグラスの娘）の長男として生まれた。
1457年11月9日までにマーガレット・ゴードン（Margaret Gordon、初代ハントリー伯爵アレグザンダー・ゴードンの娘）と婚約したが、結婚に至らず、1461年11月15日にその妹エリザベス（Elizabeth、1500年4月17日没）と結婚した。2人の間に子供はいなかった。
1462年10月までに父が死去すると、エロル伯爵位を継承した。
1467年1月31日付でパースシャーにおけるErgaithとLesbanyの領有認可状（charter）が妻との連名で発行され、同年8月12日には父方の叔父ギルバート（Gilbert、1487年9月12日までに没）にUryの領地を与えた。
1470年に死去、弟ウィリアムが爵位を継承した。死後、未亡人となったエリザベスは1471年7月12日までに第2代ケネディ卿ジョン・ケネディ（1508年没）と再婚した。